# Chiesa dell’Assunta (Palermo)

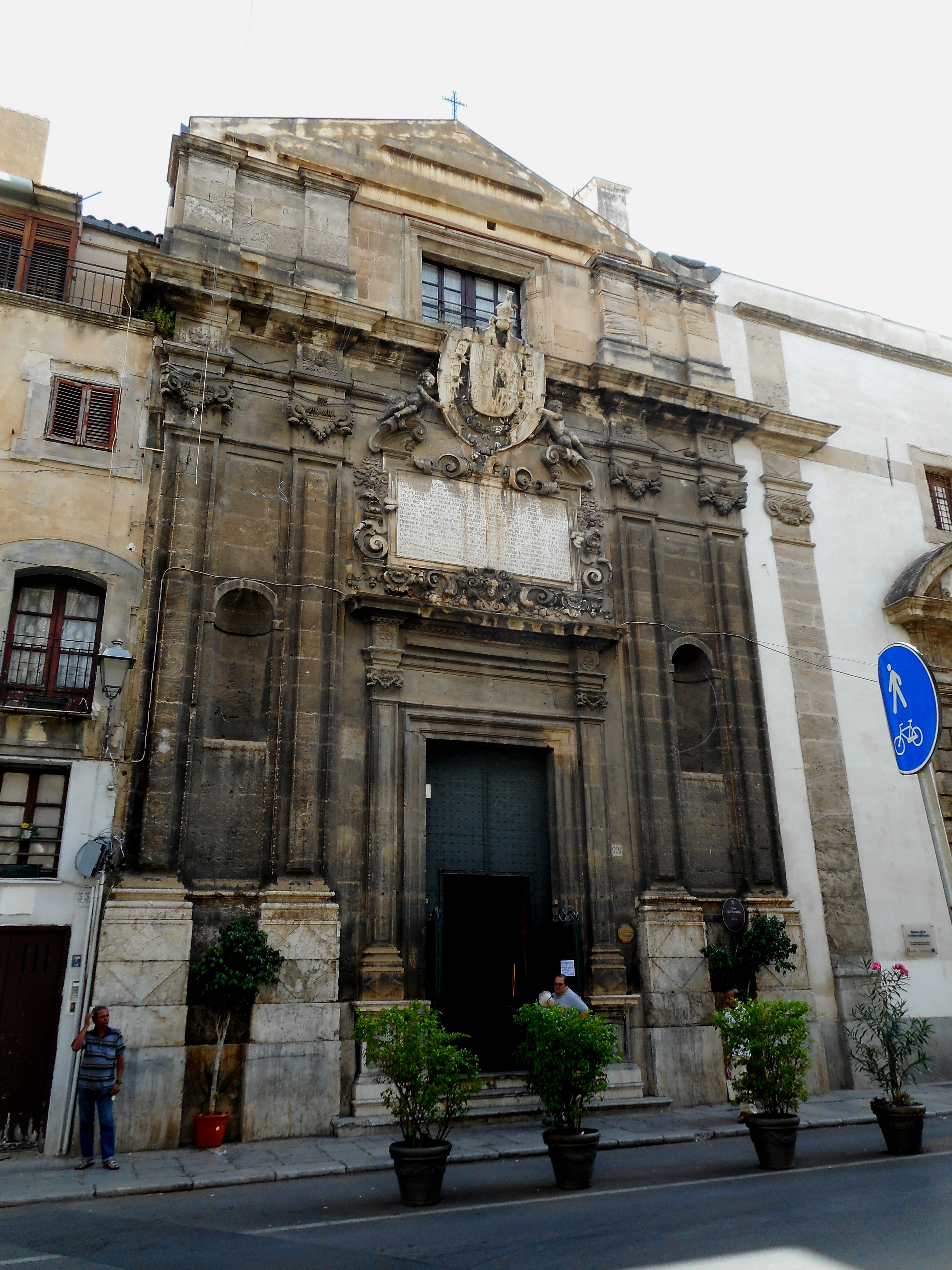
Außenansicht

Die Chiesa dell’Assunta ist eine Kirche des Barock in Palermo.
Die in der Via Maqueda gelegene Barockkirche wurde als Bestandteil eines Klosters auf Veranlassung von Giovanna della Cerda, der Gattin von Antonio Moncade, Herzog von Montalto zwischen 1625 und 1628 erbaut. 
Von vier wuchtigen Sockeln führen Pilaster mit Korinthischen Kapitellen zum weit auskragenden Gebälk. Der relativ niedrige obere Bereich wird durch einen flachen Giebel abgeschlossen. 
Unter dem Gebälk dominieren das Wappen der Adelsfamilie Moncada und die mit Kartuschen, Girlanden und Voluten eingerahmte marmorne Gedenktafel, datiert 1662.
Das Innere der einschiffigen Kirche ist mit aufwändigen Stuckornamenten und mit allegorischen Standfiguren aus Stuck dekoriert. Filippo Tancredi (oder Antonio Grano) schuf nach 1710 an den Seitenwänden, der Langhausdecke und im Presbyterium Fresken mit Episoden aus dem Leben der Heiligen Therese.
Von Guglielmo Borremans stammen vier Tafelbilder „Szenen aus dem Leben der Heiligen Magdalena de Pazzi“ (1716) und Gaspare Serenario schuf das Gemälde „Die Heilige Therese von Avila“.